# ایوان اشپیگل
ایوان اشپیگل (به انگلیسی: Evan Spiegel) (زادهٔ ۴ ژوئن ۱۹۹۰) کارآفرین اینترنتی آمریکایی است. او مؤسس و مدیر عامل شرکت چندملیتی فناوری و رسانه اجتماعی اسنپ است که همراه با بابی مورفی و رجی براون و در حالی که دانشجوی دانشگاه استنفورد بودند ایجاد کردند (که پس از آن به نام اسنپ‌چت شناخته شد)

## اوایل زندگی و تحصیلات
ایوان در لس آنجلس، کالیفرنیا به دنیا آمد. مادر او ملیسا ان توماس و پدر او جان دبلیو. اشپیگل است که هر دوی آن‌ها وکیل هستند. اشپیگل در پسیفیک پلسیدس، کالیفرنیا و به عنوان پیرو کلیسای اسقفی بزرگ شد. او تحصیلات ابتدایی را در سنتا مونیکا به پایان رساند و بعد در دانشگاه استنفورد حضور یافت.
اشپیگل به کلاس‌های طراحی در دانشگاه اوتیس هنر و طراحی در حالی که هنوز دانش‌آموز دبیرستان بود و کلاس‌های دانشگاه مرکز هنر طراحی در پاسادینا و پیش از ورود به استنفورد رفته بود. او همچنین کارآموزی بی‌مزد در فروش در رد بول بود.